# Crocus autranii
Crocus autranii är en irisväxtart som beskrevs av Nicholas Michailovitj Albov. Crocus autranii ingår i släktet krokusar, och familjen irisväxter. Inga underarter finns listade i Catalogue of Life.